# Мумија (филм из 2017)
Мумија (енгл. The Mummy) је амерички научнофантастични филм из 2017. године редитеља Алекса Курцмана, а по сценарију Дејвидa Кепа, Кристофера Макарија и Дилана Касмена. Продуценти филма су Алекс Курцман, Крис Морган, Шон Даниел и Сара Брадшоу. Музику је компоновао Брајан Тајлер.
Глумачку екипу чине Том Круз, Анабел Валис, Софија Бутела, Џек Џонсон, Кортни Ванс, Марван Кензари, Хавиер Ботет и Расел Кроу. Светска премијера је била одржана 9. јуна 2017. у Сједињеним Америчким Државама.
Буџет филма је износио 125 000 000 долара, а зарада од филма је 410 000 000 долара.

## Радња
Том Круз предводи глумачку екипу у спектакуларној, новој филмској верзији легенде која је фасцинирала културе широм света од настанка цивилизације: „Мумији“. Наизглед безбедно смештена у гробу дубоко испод пустиње, древна принцеза (Софија Бутела) којој је судбина неправедно одузета, буди се у данашње време и са собом доноси зло које је расло преко хиљаду година и ужасе који пркосе људском поимању. Од очаравајућих пустиња Средњег истока, кроз скривене лавиринте данашњег Лондона, „Мумија“ доноси изненађујући интензитет и баланс чуда и узбуђења у маштовитом новом филму који уводи нови свет богова и чудовишта.

## Улоге
| Глумац         | Улога                      |
| -------------- | -------------------------- |
| Том Круз       | Ник Мортон                 |
| Анабел Валис   | Џенифер Халси              |
| Софија Бутела  | принцеза Ахманет           |
| Џек Џонсон     | Крис Вејл                  |
| Кортни Ванс    | пуковник Гринвеј           |
| Марван Кензари | Малик                      |
| Хавиер Ботет   | Сет                        |
| Расел Кроу     | др Хенри Џекил/Едвард Хајд |